# Dilobopterus pardalina
Dilobopterus pardalina är en insektsart som beskrevs av Fowler 1899. Dilobopterus pardalina ingår i släktet Dilobopterus och familjen dvärgstritar. Inga underarter finns listade i Catalogue of Life.